# Теце ди Черезара (Мантова)
Теце ди Черезара је насеље у Италији у округу Мантова, региону Ломбардија.
Према процени из 2011. у насељу је живело 89 становника. Насеље се налази на надморској висини од 41 м.